# Chiesa di Santo Spirito (Udine)
La chiesa di Santo Spirito, o di Santa Elisabetta, è un edificio di culto di Udine.
Progettata nel XVIII secolo da Giorgio Massari, ha pianta ottagonale e conserva due tele di Francesco Zugno. Fa parte del convento delle Ancelle della Carità.

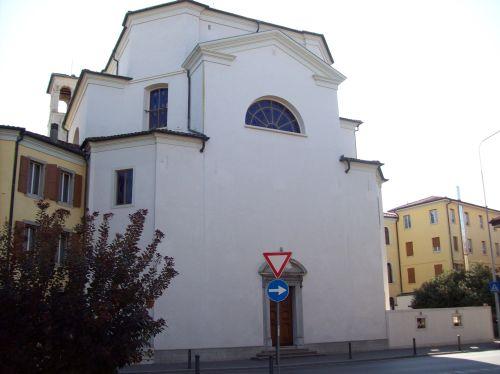
L'esterno